# Discoprosthides patagoniensis
Discoprosthides patagoniensis is een platworm (Platyhelminthes). De worm is tweeslachtig. De soort leeft in het zoute water.
Het geslacht Discoprosthides, waarin de platworm wordt geplaatst, wordt tot de familie Discoprosthididae gerekend. De wetenschappelijke naam van de soort werd voor het eerst geldig gepubliceerd in 1983 door Faubel.